# Franz Ruhmann
Franz Ruhmann (* 19. April 1890; † Juli 1946) war ein österreichischer Papierfabrikant und Sammler. Er baute die Sammlung Franz Ruhmann auf, eine Gläser- und Porzellan-Sammlung, die weltbekannt wurde.

## Leben
Ruhmann wurde 1890 als zweitältester der vier Söhne von Clementine Ruhmann-Koessler und Moritz Ruhmann in die Industriellenfamilie Ruhmann geboren. Im Ersten Weltkrieg diente er wie seine Brüder als Reserveoffizier und erhielt Auszeichnungen für seine Tapferkeit. Zusammen mit seinen beiden jüngeren Brüdern Alfred und Karl trat Franz Ruhmann nach Kriegsende in das familieneigene Unternehmen Guggenbacher Maschinenpapier-Fabrik Adolf Ruhmann ein. Ab den 1930er-Jahren übernahmen und leiteten er und seine Brüder das Familienunternehmen.
Damals war seine Glassammlung, die er seit seiner Jugendzeit unter der aktiven Förderung seiner selbst künstlerisch tätigen Mutter Clementine Ruhmann-Koessler aufgebaut hatte, bereits auf über 500 Exponate angewachsen. Schon in der Neuen Freien Presse vom 24. November 1922 war seine Gläser-Sammlung von Leo Grünbaum anlässlich der Wiener Glasausstellung gewürdigt worden. Auch der Kunsthistoriker Leopold Ruprecht beschäftigte sich 1927 mit den Gläsern des 19. Jahrhunderts in der Sammlung Franz Ruhmann in Wien. Bis 1938 wurden Gläser seiner Sammlung immer wieder weltweit zitiert. Besonderes Interesse galt dabei seinen zahlreichen mühsam erworbenen Kothgasser-Gläsern.
Nach dem Anschluss Österreichs an das Deutsche Reich im März 1938 wurden die Ruhmann-Brüder unter dem Druck der Arisierung zum "Verkauf" ihrer Unternehmensgruppe an Dr. Adolf Santner gezwungen.
Bestandteil des Vertrages bezüglich des "Verkaufs" der Unternehmensgruppe „Guggenbacher Maschinenpapier-Fabrik Adolf Ruhmann“ war unter anderem die Verbringung der Glassammlung und der drei Brüder außer Landes nach Zagreb, wo sie von 1940 bis 1941 lebten. Dabei wurde Franz Ruhmanns Glassammlung, damals mehr als 650 kostbare Exponate umfassend, entgegen allen Vereinbarungen zurückbehalten und teilweise im Dorotheum versteigert bzw. für das geplante Führermuseum in Linz reserviert oder an andere Museen "verkauft".
Im April 1941 erfolgte der deutsche Einmarsch in Jugoslawien und die Brüder Ruhmann flohen nach Dalmatien. Die inzwischen weitgehend mittellosen Brüder konnten sich in das italienisch besetzte Dubrovnik und dann nach Spalato Split durchschlagen. Karl Ruhmann flüchtete 1943 in die Schweiz; Franz blieb mit Alfred zunächst in Dalmatien. Kurz nach Kriegsende starb Franz Ruhmann im Juli 1946 im Alter von 56 Jahren unter unbekannten Umständen. Er ist auf dem Wiener Zentralfriedhof beerdigt.
Teile seiner Glas-Sammlung wurden nach 1945 an seine Erben restituiert. Zur Erinnerung an den großen Glas-Sammler Franz Ruhmann überreichte einer seiner Erben, sein Bruder Karl Ruhmann, etwa ein dutzend kostbarer Gläser an das Museum für angewandte Kunst in Wien.

## Archivalien
- Bundesdenkmal-Amt Wien: Karton 44/4 – Dokumente zum Verbleib der Glas- und Porzellansammlung von Franz Ruhmann von 1938 bis 1953. Wien, Hofburg – Batthiany-Stiege, vidi 2012.